# Brachyderini
Los brachiderinos (Brachyderini) son una tribu de insectos coleópteros curculiónidos pertenecientes a la subfamilia Entiminae.  

## Géneros
Achradidius – Aedophronus – Alatavia – Araxia – Baladaeus – Brachyderes – Caulostrophilus – Caulostrophus – Epiphaneus – Epiphanops – Hypolagocaulus – Lagocaulus – Mecheriostrophus – Neliocarus – Neocnemis – Orophiopsis – Parafoucartia – Parapholicodes – Pelletierius – Pholicodes – Podionops – Proscopus – Strophocodes – Strophomorphus – Strophosoma – Taphrorhinus – Thaptogenius